# Fulnetby
Fulnetby – osada i civil parish w Anglii, w Lincolnshire, w dystrykcie West Lindsey. W 2011 civil parish liczyła 10 mieszkańców. Fulnetby jest wspomniana w Domesday Book (1086) jako Fulnedebi.